# Římskokatolická farnost Žichlínek
Římskokatolická farnost Žichlínek je územním společenstvím římských katolíků v orlickoústeckém vikariátu královéhradecké diecéze.

## O farnosti

### Historie
Plebánie a kostel v Žichlínku jsou poprvé doloženy v roce 1380. Plebánie však později zanikla, zůstal pouze kostel, který je doložen ještě v 70. letech 17. století jako dřevěný. V roce 1725 byl vystavěn kostel nový, již zděný. Roku 1769 byla ve vsi zřízena lokálie. Ta byla posléze v roce 1859 povýšena na samostatnou farnost. Po roce 1945 bylo ze Žichlínku vysídleno původní německojazyčné obyvatelstvo a přišlo obyvatelstvo české. Někdy v této době také přestala být farnost obsazována sídelním duchovním správcem. Katalog královéhradecké diecéze z přelomu let 1970 a 1971 uvádí místní farnost jako administrovanou excurrendo z Lanškrouna s tím, že bohoslužby ve farním kostele jsou již pouze 2x měsíčně. V roce 2005 byla žichlínská fara adaptována na bydlení pro dvě pěstounské rodiny.

### Současnost
Farnost je administrována excurrendo z Lanškrouna, fara stále slouží účelu, pro který byla v roce 2005 adaptována.
| Fotografie | Kostel                   | Místo     | Bohoslužba             | Bohoslužba             | Poznámka     |
| ---------- | ------------------------ | --------- | ---------------------- | ---------------------- | ------------ |
|            | Kostel sv. Jana Křtitele | Žichlínek | neslouží se pravidelně | neslouží se pravidelně | farní kostel |